# Хомс (водохранилище)
Хомс (Бахрет-Хомс, араб. بحيرة حمص‎), также Каттина (بحيرة قطينة‎) — наиболее крупное озеро в Сирии, на северо-западе страны, на реке Эль-Аси (Оронт) выше города Хомс, в пределах «плодородного полумесяца».
Водоём искусственный, создан крупнейшей в мухафазе Хомс каменной плотиной у деревни Каттина, первоначально построенной римлянами в правление императора Диоклетиана (284—305). Высота её достигала 5 м, длина 850 м. В результате сооружения плотины образовалось водохранилище ёмкостью в 90 млн м³, вода которого направлялась к близлежащим полям через сеть каналов. До сооружения плотины река ежегодно затапливала во время паводков долину, и огромные площади земель заболачивались. Ранее считалось, что водохранилище — самый старый из действующих гидроузлов, который сооружён в 1304 году до н. э. Строителями считали древних египтян. Страбон (I век до н. э.) упоминал египетское укрепление около Апамеи. Полагают, что плотина неоднократно реставрировалась. В 1938 году древняя плотина была заменена новой. Она выше старой всего на 2 м. Длина новой плотины 1120 м, ширина 35 м, высота 7 м. В результате сооружения новой плотины образовалось водохранилище ёмкостью в 200 млн м³ (0,2 км³). Образованное плотиной водохранилище издревле используется для орошения земель площадью более 22 тыс. га в долинах Хомса и Хамы.
В озере находится несколько островов: Телль-эт-Тина, Телль-эт-Тин, Телль-эль-Краси, Телль-эль-Вавия, Телль-эс-Сегир, Телль-эль-Кебир и другие.
Выше и южнее озера находится деревня Телль-эн-Наби-Менд, городище у которой отождествляется с древним городом Кадеш.
Ниже, к северу от Хомса, у города Эр-Растан расположены водохранилища Растан (250 млн м³, плотина построена в 1958 году, длина 446 м, ширина по основанию 180 м, по гребню — 11 м) и Мухрада.